# Ponte dorato
Il Ponte dorato (in vietnamita: Cầu Vàng, tradotto letteralmente "Ponte d'oro") è un ponte pedonale situato nel resort delle colline di Ba Na, vicino a Đà Nẵng, in Vietnam.

## Descrizione
È stato progettato dalla TA Landscape Architecture, con sede a Ho Chi Minh, per collegare la funivia ai giardini del resort, aperto nel 1919 da colonizzatori francesi, e per fornire un'attrazione turistica aggiuntiva.
Il ponte presenta due mani di pietra gigantestche poste a sorreggerlo, con un aspetto vecchio e usurato, affinché sembrino antiche. Le mani sono alte circa 24 metri, larghe circa 13 metri e ciascun dito ha un diametro di 2 metri. L'impalcato metallico è di color giallo oro.
Il ponte dorato, secondo la stampa locale, è costato 2 miliardi di dollari, e ha lo scopo di aumentare il turismo in Vietnam. Il ponte è stato inaugurato nel giugno 2018.